# Manduca lamasi
Manduca lamasi là một loài bướm đêm thuộc họ Sphingidae. Loài này có ở Peru.